# مهران نصیری

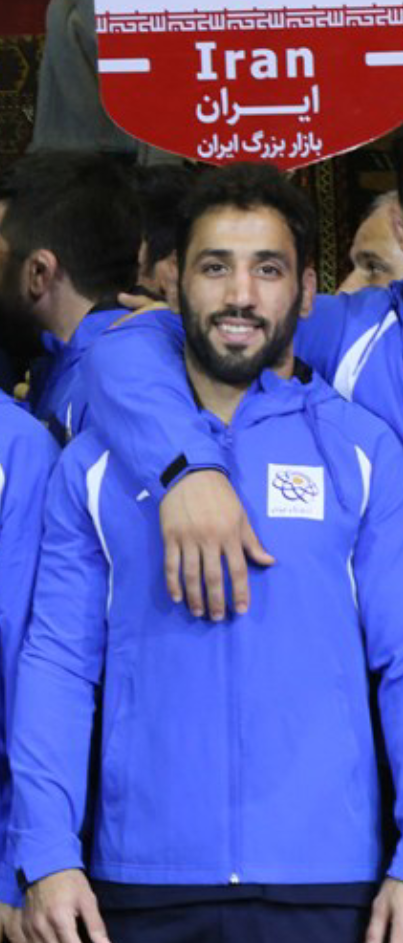

مهران نصیری افراچالی (زادهٔ ۱۴ مرداد ۱۳۷۰) کشتی‌گیر آزادکار ایرانی تیم ملی ایران است.
وی به عنوان نماینده تیم ملی کشتی آزاد ایران در مسابقات بازی‌های آسیایی ۲۰۱۸ شرکت کرده‌است.
وی دارنده عناوین مختلف بین‌المللی آسیایی و جهانی در رده سنی بزرگسالان، جوانان، و نوجوانان است

## افتخارات

### رده سنی نوجوانان
- عنوان دار تمام جام‌های معتبر کشور در رده نوجوانان

۲۰۰۷ برنز جام پیروزی ترکیه رده سنی نو جوانان
۲۰۰۷ نقره نوجوانان آسیا (تایوان) وزن ۵۴
۲۰۰۸ برنز جام مشفق علیف آذربایجان وزن ۶۳
۲۰۰۸ عضو تیم ملی نوجوانان آسیا ازبکستان در وزن ۶۳

### رده سنی جوانان
- عنوان دار تمام جام‌های معتبر کشور در رده جوانان

۲۰۱۰ طلا قهرمانی جوانان آسیا (چین) در وزن ۶۰ کیلو
۲۰۱۰ عضو تیم ملی در مسابقات جوانان جهان بوداپست در وزن ۶۰

### رده سنی بزرگسالان
- عنوان دار تمام جام‌های معتبر کشور در رده بزرگسالان

۲۰۱۵ نقره المپیک نظامیان سیزم (کره جنوبی) در وزن ۶۱
۲۰۱۶ برنز وزن ۶۱ کیلوگرم جام بین‌المللی جهان پهلوان تختی (تهران - ایران)
۲۰۱۶ طلا جام کی یف اکراین وزن ۶۱
۲۰۱۶ برنز دانشجویان جهان (ترکیه) وزن ۶۱
۲۰۱۷ طلا جام بین‌المللی جهان پهلوان تختی (مشهد - ایران) وزن ۶۱
۲۰۱۸ نقره جام جایزه بزرگ تفلیس (گرجستان) وزن ۶۵کیلوگرم
۲۰۱۸ طلا جام یاشاردوغو ترکیه (استانبول)
وزن ۶۵کیلوگرم
۲۰۱۸ نماینده وزن ۶۵ کیلوگرم تیم ملی کشتی آزاد در بازیهای آسیایی جاکارتا اندونزی

## جام باشگاه‌های کشتی آزاد جهان
جام باشگاه‌های کشتی آزاد جهان
- قهرمانی با تیم ایزی پایپ کاشان _۲۰۱۷ تهران
- قهرمانی با تیم بیمه رازی بابل _ ۲۰۱۸ بابل
- قهرمانی با تیم بازار بزرگ ایران _ ۲۰۱۹ بجنورد

## لیگ برتر کشتی آزاد ایران
لیگ برتر کشتی آزاد ایران
- نائب قهرمانی با تیم ایزی پایپ کاشان _۲۰۱۷ کاشان
- قهرمانی با تیم بیمه رازی بابل _ ۲۰۱۸ گرگان
- قهرمانی با تیم بازار بزرگ ایران (ایران مال) _۲۰۱۹ بجنورد

## بازی‌های آسیایی ۲۰۱۸
مهران نصیری در دور نخست مسابقات بازی‌های آسیایی ۲۰۱۸ به مصاف ییرلانبیک کاتای دارنده مدال برنز بازی‌های آسیایی از چین رفت و در حالیکه با نتیجه ۵ بر صفر از حریف نه چندان مطرح خود پیش بود در پایان با نتیجه ۸ بر ۷ شکست خورد و باتوجه به شکست کشتی‌گیر چینی در دورهای بعد نصیری از دور رقابت‌ها کنار رفت.

## حاشیه
آزادکار وزن ۶۱ کیلوگرم ایران با بیان اینکه حقش در مبارزه مقابل اسماعیل‌پور خورده شده، گفت: داور و رئیس تشک پس از مبارزه تأکید کردند اسماعیل‌پور باید دیسکالیفه می‌شد اما نمی‌دانم چرا هنگام مبارزه به اعتقادشان عمل نکردند!
دربارهٔ حادثه برخوردش با تابلوی تبلیغاتی توسط مسعود اسماعیل پور در لیگ کشتی آزاد اظهار کرد:اسماعیل پور بخاطر عصبانیت و درحالیکه ۶ بر ۵ از من عقب بود من را به سمت تابلوی تبلیغاتی پرتاب کرد که باعث شد شدیداً از ناحیه دست و کمر دچار آسیب دیدگی و جراحت شوم. به دلیل این اتفاق دست و کمرم کبود شده و ورم دارد. البته شب گذشته پس از این اتفاق به بیمارستان رفتم و از نقاط آسیب دیده‌ام آر آی گرفتم که خوشبختانه مشکل خاصی وجود ندارد. آزادکار وزن ۶۱ کیلوگرم ایران در پاسخ به این سؤال که آیا اسماعیل‌پور پس از این مبارزه از وی دلجویی کرده یا خیر گفت:نه! پس از کشتی من را سریعاً به بیمارستان بردند و فرصت نشد. اما اسماعیل‌پور تماسی با من نداشت. البته مردم جویبار خود بسیار فهیم هستند و دیدند که چه اتفاقاتی افتاد. آن‌ها بابت این اتفاق از من عذرخواهی کردند و از سوی دیگر تأکید کردند حق من در این مبارزه پیروزی بوده‌است.
نصیری در پاسخ به این سؤال که با توجه به عمدی بودن حرکت اسماعیل‌پور، چرا داوران او را جریمه نکردند گفت: این را باد از خودشان بپرسید. آن چیز که عیان است چه حاجت به بیان است!
وی با انتقاد از قضاوت داوران در این مبارزه گفت: من در حالیکه ۶ بر ۲ از اسماعیل پور جلو بودم و دائماً رو به جلو حرکت می‌کردم، یک خم حریف را بالا آوردم اما در کش و قوس کشتی موفق نشدم او را خاک کنم. زمانی که داور سرپا داد در کمال تعجب داور ۲ پوئن اخطار به من داد و اسماعیل‌پور ۴ امتیازی شد! وقتی هم که علت این تصمیم عجیب و غیرعادلانه را پرسیدم به من گفتند ساکت باش. در طول مبارزه اسماعیل‌پور کم‌کار بود اما هیچ اخطاری نگرفت و به جای او به من پوئن اخطار دادند.
نصیری افزود: کاش داوران در این مبارزه حق را اجرا می‌کردند و کاری با این نداشتند که حریف من چه کسی است یا در شهرش مبارزه می‌کند. من برای اسماعیل‌پور به عنوان یک کشتی‌گیر با تجربه و مدال‌دار جهانی احترام زیادی قائلم اما این دلیل نمی‌شود که حقم نادیده گرفته شود. به هر حال همه قهرمانان باید روزی کنار بروند و این چرخه‌ای است که هواره برقرار بوده و متوقف نمی‌شود. داوران باید این را بدانند که همه کشتی گیران زحمت می‌کشند و عرق می‌ریزند و نباید کاری به نام و عنوان حریفان داشته باشند.
عضو تیم ستارگان کاشان در لیگ برتر کشتی آزاد تصریح کرد: داور و رئیس تشک پس از این مبارزه تأکید کردند اسماعیل‌پور باید دیسکالیفه می‌شد و حق من پیروزی در این مبارزه بوده‌است. اما نمی‌دانم چرا این حرف را هنگام مبارزه نزدند و به اعتقادی که داشتند عمل نکردند؟ سالن مملو از جمعیت جویبار به شدت اسماعیل‌پور را تشویق می‌کردند و جو سالن خیلی سنگین بود اما داوری نباید تحت تأثیر این جو قرار می‌گرفت.
نصیری دربارهٔ باختش با ضربه فنی مقابل اسماعیل‌پور گفت: پس از اینکه به تابلوی تبلیغاتی شدیداً برخورد کردم دست و کمرم کبود و زخم شد و شدیداً احساس درد داشتم به حدی که دیگر توانی برای ادامه مبارزه نداشتم اما علیزاده سرمربی تیم از من خواست به هر قیمتی که شده یک دقیقه دیگر طاقت بیاورم تا کشتی تمام شود. در چنین شرایطی و با بدنی کبود و پر از زخم مقابل حریف ضربه فنی شدم!
وی در پایان تأکید کرد: من فقط حقم را می‌خواهم. یکی بیاید من را قانع کند که چرا وقتی یک خم اسماعیل پور دست من بود داوران به من دو پوئن اخطار دادند. به حدی این قضاوت بد بود که مردم فهیم جویبار فهمیدند چه اتفاقی افتاده و از من عذرخواهی کردند!